# Cnestis
Genre
Cnestis est un genre de plantes à fleurs de la famille des Connaraceae, comprenant une quinzaine d'espèces réparties en Afrique et en Asie du Sud-Est.

## Description

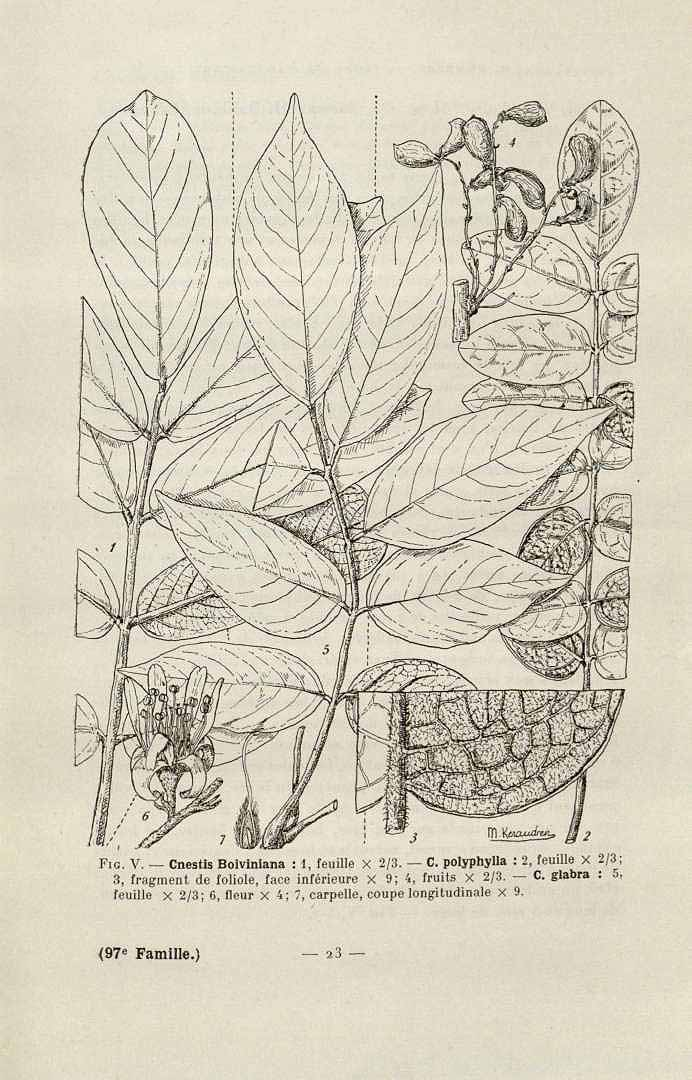
Cnestis polyphylla, illustration botanique.

Ce sont des arbustes, de petits arbres ou des lianes. Les feuilles sont imparipennées ; les folioles sont opposées ou sub-opposées, entières. 
L'inflorescence est terminale ou axillaire, en panicule ou en racème ; les racèmes sont souvent regroupés sur les bases des vieilles feuilles des vieilles branches. Les fleurs ont les sépales libres, valvés ou légèrement imbriqués. Les pétales sont plus courts que, aussi longs que, ou plus longs que les sépales. Il y a dix étamines ; les filaments sont libres ou connotés à la base en un tube court. Les carpelles sont densément poilus, le stigmate étendu, arrondi ou en capitule ; les ovules sont insérés à la base ou sur la suture ventrale près de la base. 
Le fruit est un follicule pyriforme, à l'extrémité généralement en un rostre courbé ou tordu ; il y a déhiscence par la suture ventrale ; le péricarpe est densément velouté et velu à l'extérieur, velu à l'intérieur, les poils souvent urticants. La graine est ovoïde ; le tégument est lisse et brillant ; les cotylédons sont aplatis ; l'endosperme est présent, charnu. 

## Liste des espèces
Selon GBIF (1er septembre 2021) :
- Cnestis barboniensis Raeusch., 1797
- Cnestis bomiensis Lemmens
- Cnestis corniculata Lam.
- Cnestis ferruginea DC.
- Cnestis jiberica G.Schellenb., 1919
- Cnestis lurida Baill.
- Cnestis macrantha Baill.
- Cnestis macrophylla Gilg ex Schellenb.
- Cnestis mannii (Baker) Schellenb.
- Cnestis mildbraedii Gilg
- Cnestis palala (Lour.) Merr.
- Cnestis platantha Griff.
- Cnestis polyphylla Lam.
- Cnestis potatorum Watt
- Cnestis racemosa G.Don
- Cnestis uncata Lemmens
- Cnestis urens Gilg
- Cnestis volubilis Blanco
- Cnestis yangambiensis Louis ex Troupin

Selon Plants of the World online (POWO) (1er septembre 2021) :
- Cnestis bomiensis Lemmens
- Cnestis corniculata Lam.
- Cnestis ferruginea Vahl ex DC.
- Cnestis macrantha Baill.
- Cnestis macrophylla Gilg ex G.Schellenb.
- Cnestis mannii (Baker) G.Schellenb.
- Cnestis mildbraedii Gilg
- Cnestis palala (Lour.) Merr.
- Cnestis polyphylla Lam.
- Cnestis racemosa G.Don
- Cnestis uncata Lemmens
- Cnestis urens Gilg
- Cnestis yangambiensis Louis ex Troupin

## Systématique
Le nom scientifique de ce taxon est Cnestis, choisi en 1789 par le botaniste français Antoine-Laurent de Jussieu, avec Cnestis corniculata comme espèce type.
Les deux noms suivants sont synonymes de Cnestis, :
- Spondioides Smeathman ex Lam.
- Thysanus Lour.